# Капов, Евгений Иванович
Евгений Иванович Капов  (бел. Яўген Іванавіч Капаў; род. 31 января 1977, Рогачёв, Гомельская область) — белорусский футболист, защитник. Тренер клуба «Днепр» (Могилёв).

## Карьера
В высшей лиге Белоруссии дебютировал в 1993 году в составе могилёвского «Днепра», сыграл 420 матчей, забил 5 мячей. 17 ноября 2012 года выиграв вместе с «Днепром» первую лигу объявил о завершении карьеры.
В 2015 году возобновил карьеру в рогачёвском «Днепре».
С января 2020 года тренирует команду СДЮШОР-7 U-16.

## Достижения
- Чемпион Белоруссии: 1998
- Бронзовый призёр чемпионата Белоруссии: 2009